# St. Maria Königin (Hitzacker)

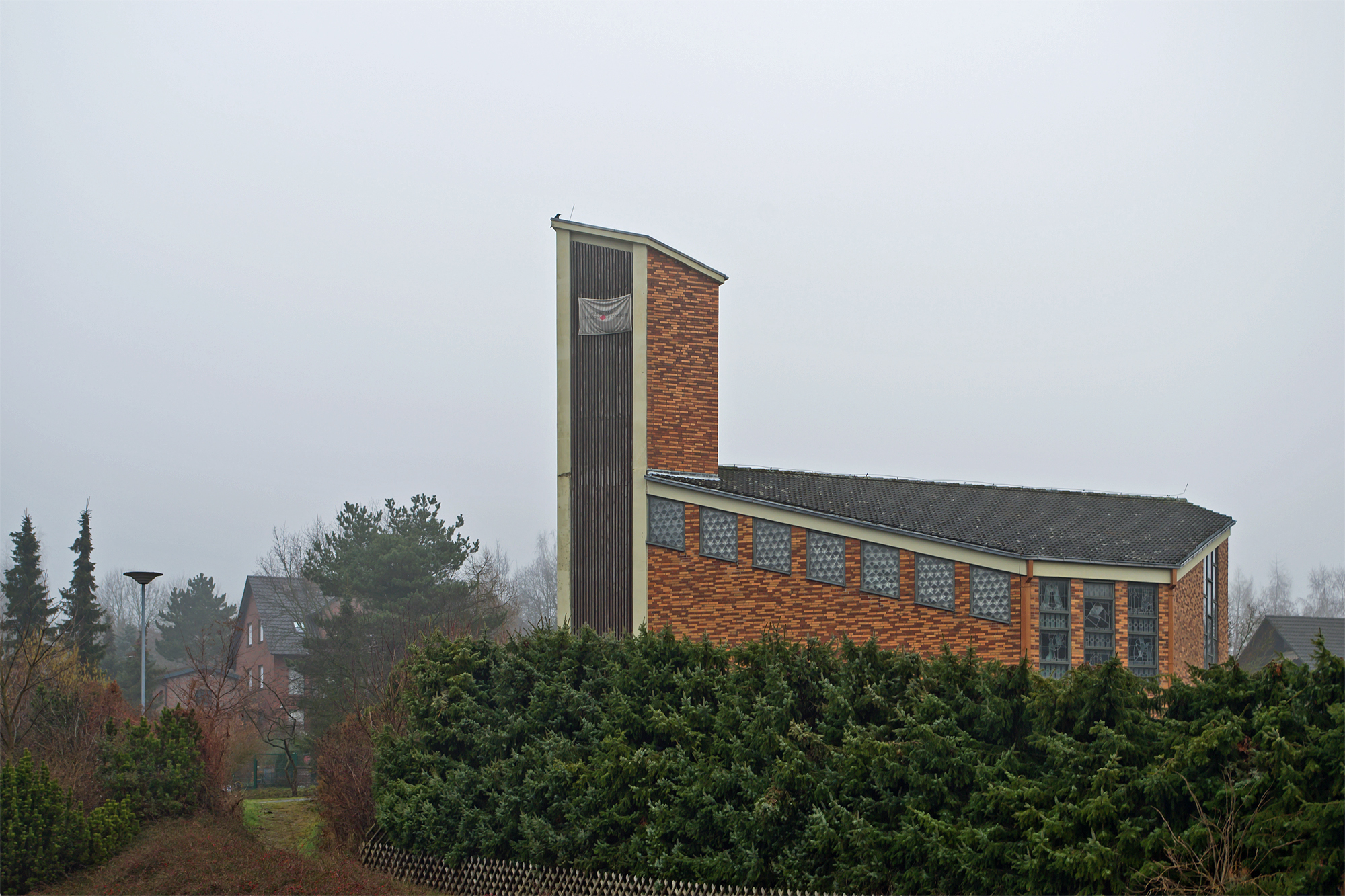
Ehemalige Kirche (2014)

Sankt Maria Königin war die katholische Kirche in Hitzacker, einer Stadt im Landkreis Lüchow-Dannenberg im Nordosten von Niedersachsen. Zuletzt gehörte die nach dem Marientitel Maria Königin benannte Kirche zur Pfarrei  St. Agnes mit Sitz in Lüchow, im Dekanat Lüneburg des Bistums Hildesheim.

## Geschichte
Im Fürstentum Lüneburg, zu dem Hitzacker damals gehörte, führte Ernst I., Herzog zu Braunschweig-Lüneburg, 1527 die Reformation ein. Dadurch wurden die St.-Johannis-Kirche und die Bevölkerung von Hitzacker, die bis dahin zum Bistum Verden gehörten, protestantisch.
In Folge der Flucht und Vertreibung Deutscher aus Mittel- und Osteuropa 1945–1950 ließen sich in Hitzacker wieder Katholiken in größerer Zahl nieder, so dass sich eine katholische Gemeinde bildete und 1963 die Grundsteinlegung für die Kirche erfolgte. 1964 wurde die Kirche fertiggestellt, am 12. Juli 1964 erfolgte ihre Konsekration. Die Kirche war eine Filialkirche der Kirchengemeinde St. Peter und Paul in Dannenberg. Im Zuge der Fusionen von Kirchengemeinden im Bistum Hildesheim wurde die Pfarrei St. Peter und Paul in Dannenberg aufgehoben und ihre beiden Kirchen, St. Peter und Paul in Dannenberg und St. Maria Königin in Hitzacker, zum 1. November 2006 der Pfarrei St. Agnes in Lüchow als Filialkirchen angeschlossen.
Bereits am 9. Dezember 2006 erfolgte die Profanierung der St.-Maria-Königin-Kirche durch Weihbischof Hans-Georg Koitz. Pläne, das Gebäude als Bücherei der Samtgemeinde Hitzacker zu nutzen, wurden aus Kostengründen nicht realisiert. Seit 2011 wird das Gebäude als „Kunsthalle Oktogon Hitzacker“, benannt nach seinem achteckigen Grundriss, genutzt. In der Kunsthalle Oktogon werden Kunstausstellungen präsentiert, sie ist aber auch schon für Konzerte genutzt worden.
Heute ist die nächstgelegene katholische Kirche die rund zehn Kilometer entfernte Kirche St. Peter und Paul in Dannenberg.

## Architektur und Ausstattung
Das Gebäude steht auf dem Grundstück Am Landgraben 1, an der Ecke zur Höltystraße, in rund 32 Meter Höhe über dem Meeresspiegel.

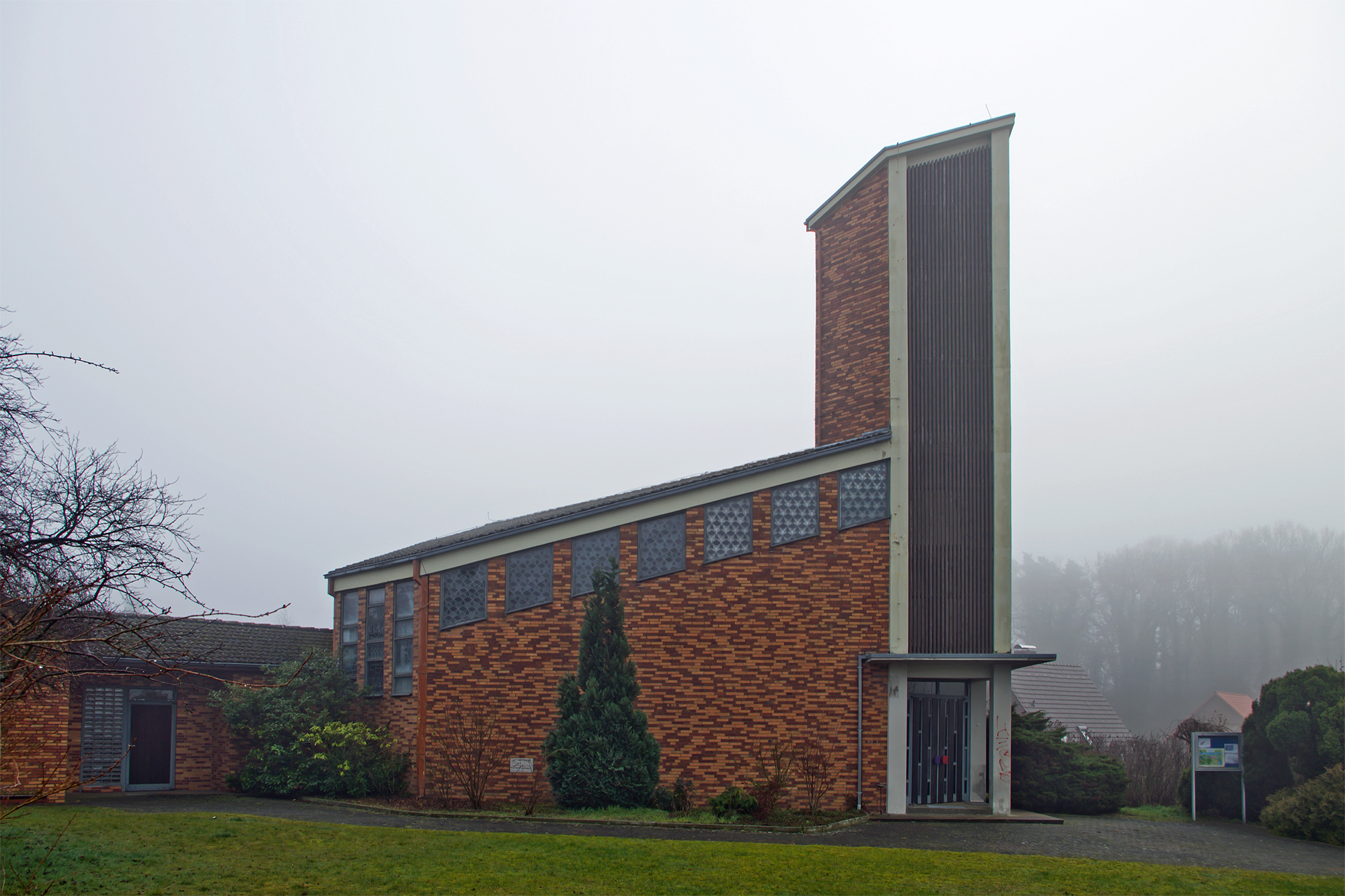
Blick von Nordwesten
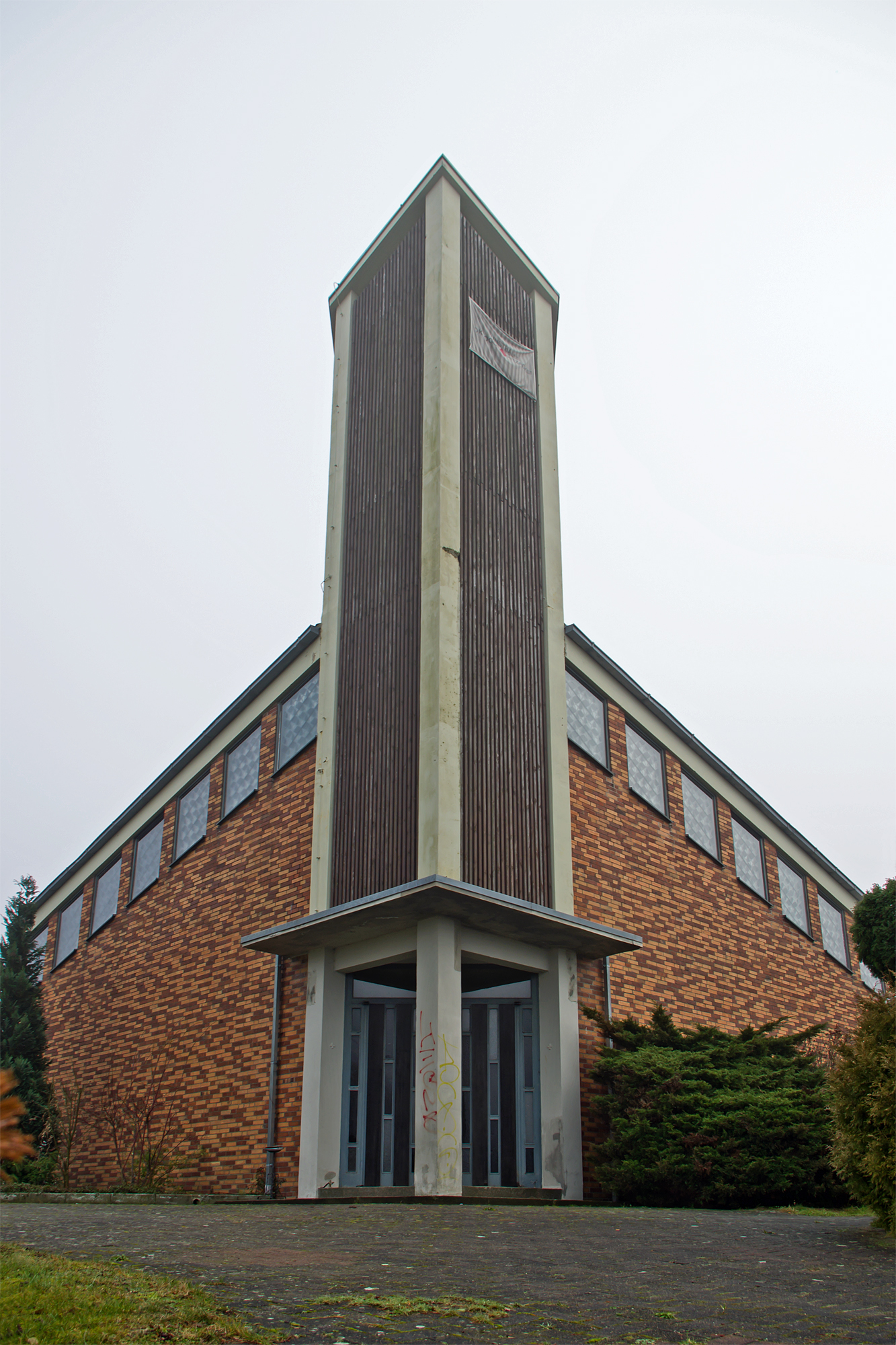
Blick von Westen
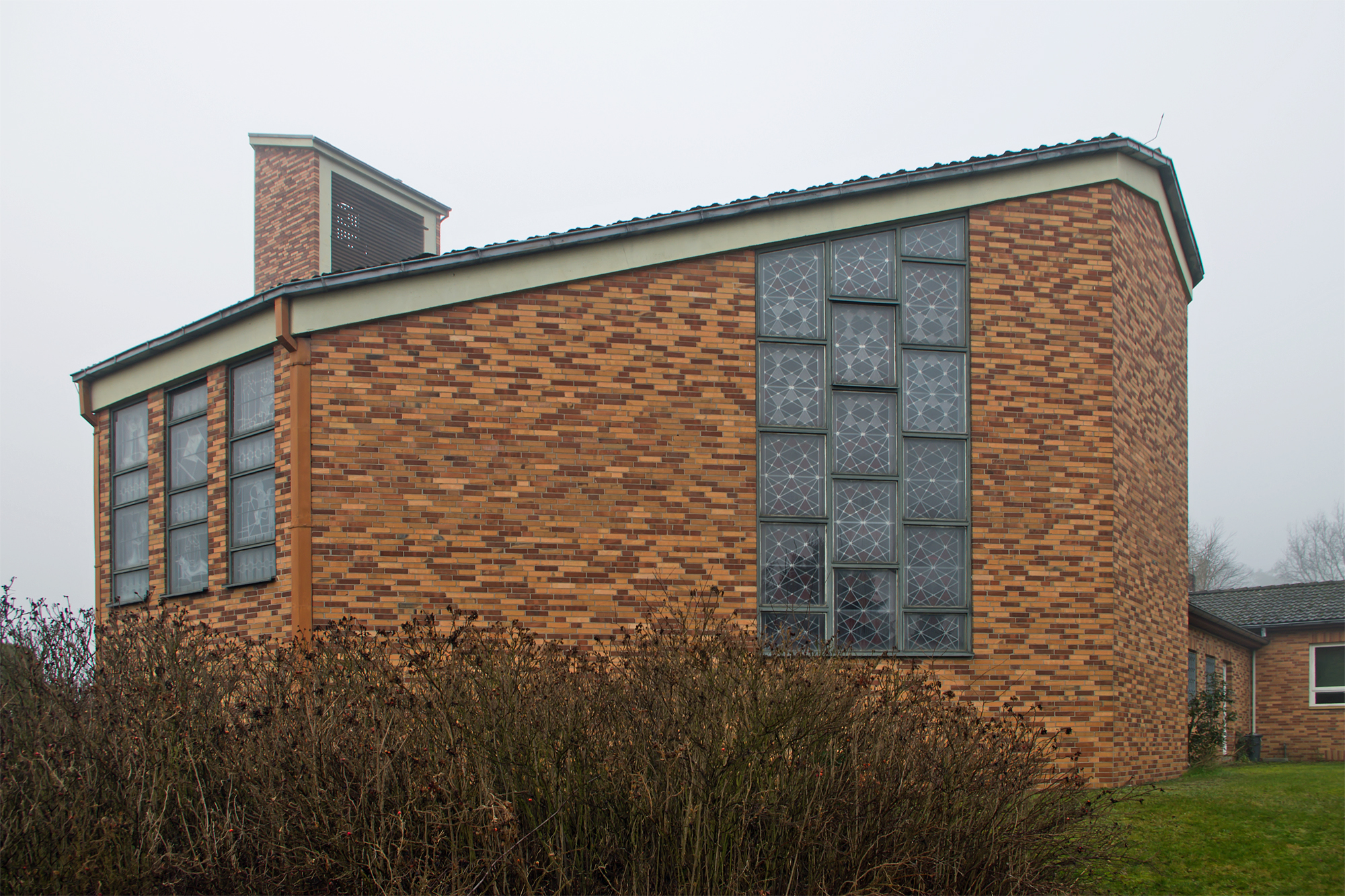
Blick von Südosten

Die Kirche wurde nach den Plänen des Architekten Hans-Heinz Hübscher aus Wolfsburg erbaut, der zuvor bereits die Kirchen St. Johannes Maria Vianney (Clenze), St. Godehard (Amelinghausen) und St. Raphael (Parsau) entworfen hatte. Der geostete Massivbau steht auf einem oktogonalen Grundriss. Ihr kreuzbekrönter Eingangsturm wächst an der Westseite aus dem Baukörper empor, das Dach des Kirchenschiffes fällt zum Altarraum hin ab. Das Gebäude wird durch ein Portal an der Westseite erschlossen. Im Altarraum hing ein modern gestaltetes Mosaikkreuz, in den Altar waren Reliquien der Heiligen Timotheus und Victorina eingelassen.
Das Turmkreuz bekam einen neuen Platz am ökumenischen Gemeindezentrum in Kaltenmoor, die beiden Glocken kamen nach Indien. Die Orgel wurde 2013 in der Dannenberger Kirche St. Peter und Paul wieder aufgebaut. Der Altar und weitere Teile des Inventars gingen an Kirchen in Bytnica (Polen) und umliegenden Ortschaften.